# ウクライナ・ロシア戦争 (1658年-1659年)
ウクライナ・ロシア戦争 （ウクライナ語：Українсько-російська війна）は、1658年から1659年にかけて続いたウクライナのコサック国家とロシア・ツァーリ国との間の戦争である。戦争の原因はロシアによるウクライナ内戦への介入であった。1658年6月にコサック国家の元首イヴァン・ヴィホーウシキー将軍が野党による反乱を鎮圧したが、8月にロシアはヴィホーウシキー政権を成敗するために軍勢を派遣し、野党の再編成を行った。将軍はロシアがウクライナ・ロシア条約に違反したとして、ロシアの保護からポーランドの保護に切り替え、9月にポーランド側とハージャチ条約を結んだ。さらに、クリミア・ハン国と同盟を復活させた。ウクライナ・コサック軍とロシア軍との間の衝突は左岸ウクライナと南ベラルーシで起こった。1659年にかけてロシア軍はウクライナ・ロシアの国境地域にいくつかのコサック都市を陥落させ、同年4月にコノトプという要塞を包囲した。しかし、1659年6月にコノトプの周辺にウクライナ・クリミアの連合軍はロシアの軍勢を打ち破った。この戦いで大きな損害を受けたロシアはウクライナから撤退し、軍事行動を止めたが、ウクライナ国内の野党を支援し続けた。1659年9月に野党がヴィホーウシキー将軍は、拡大する内乱を鎮めるために、亡きフメリニーツィキーに将軍の息子ユーリー・フメリニーツィキーに将軍の位と国家の標識を譲った。1659年10月、ペレヤースラウにおいて、若いフメリニーツィキーはロシアと新たな保護条約を結び、ポーランドとのハージャチ条約を廃棄した。